# Плес Сунца
Плес Сунца је церемонија коју практикују неки Индијанци у Сједињеним Америчким Државама и староседеоци у Канади, пре свега они из равничарских култура. Обично укључује окупљање заједнице да се моли за исцељење. Појединци праве личне жртве у име заједнице.
Након европске колонизације Америке, и са формирањем влада Канаде и Сједињених Америчких Држава, обе земље су донеле законе намењене сузбијању домородачких култура и присиљавању на асимилацију већинске англо-америчкој култури.
Плес Сунца био је једна од забрањених церемонија. Канада је укинула званичну забрану практиковања одржавања целовите церемоније 1951. године. У Сједињеним Америчким Државама, Конгрес је 1978. године усвојио Закон о верској слободи америчких Индијанаца (AIRFA), који је донесен ради заштите основних грађанских слобода, те заштите и очувања традиционалних вјерских права и културних обичаја Индијанаца, Ескима, Алеута и домородаца са Хаваја.

## Опис
Неколико карактеристика је заједничко церемонијама које одржавају културе плеса Сунца. То укључује игре и песме које се преносе кроз многе генерације, употребу традиционалног бубња, свете ватре, молитву уз свечану лулу, пост од хране и воде пре учествовања у игри и, у неким случајевима, церемонијални пирсинг коже. и испитивање физичке издржљивости. Одређене биљке се беру и припремају за употребу током церемоније.
Обично је плес напорно искушење за плесаче, физички и духовни тест који они нуде као жртву за свој народ. Према историјском друштву Оклахоме, младићи плешу око стуба за који су причвршћени „тангама од сирове коже закачене кроз кожу груди“. Циљ плеса је приношење личне жртве за добробит нечије породице и заједнице. Плесачи посте много дана, на отвореном и по било ком времену.
На већини церемонија, чланови породице и пријатељи остају у оближњем кампу и моле се у знак подршке плесачима. Потребно је много времена и енергије целој заједници за одржавање окупљања и церемонија плеса на сунцу. Заједнице планирају и организују се најмање годину дана да се припреме за церемонију. Церемонија је укључивала самоповређивање пробадањем. Обично је један вођа или мала група вођа задужени за церемонију, али многе старешине помажу и саветују. Група помагача обавља многе задатке потребне за припрему за церемонију.

## Канада: Опструкција, забрана и отпор
Канадска влада је забранила „сваку прославу или плес чији је део рањавање или сакаћење мртвог или живог тела било ког људског бића или животиње или је његова карактеристика“ у амандману на Индијски закон из 1895. године. Свако ко је ангажовао, помагао или подстицао (било директно или индиректно) био је осуђен на казну затвора. Иако плесови не укључују пробадање у свим нацијама, амандман је законски забранио његово извођење оним заједницама које то чине.
Током 1951. владини званичници су изменили Indian Act, укинувши забрану рањавања.